# 宝冢造型艺术大学短期大学部
宝冢造型艺术大学短期大学部（日语：／ Takaraduka Zokeigeijutsu Daigaku Tanki Daigakubu *），简称艺短（げいたん），是过去一所位于日本大阪府箕面市的私立短期大学。前身是关西艺术短期大学（日语：／ Kansai Geijutsu Tanki Daigaku *）。

## 概要

### 简介
- 短期大学为于1967年开办[1]、由学校法人关西女子学园经营。招生到2002年、停办于2004年[2]。

### 历史
- 1967年 关西女子学园短期大学成立并同时设置设计美术科。
- 1975年 今年6月1日改校名为关西女子美术短期大学。
- 1996年 改校名为关西艺术短期大学。
- 2002年 改校名为宝冢造型艺术大学短期大学部[1]。招生最后、次年停止招生（正式停办于2004年5月28日[2]）。

## 学校环境
- 校区：在了大阪府箕面市[注 1]

## 历任校长
- 原勋：第一代短期大学校长[3]。

## 组织

### 学科
- 设计美术科

### 专科
| - 没有 |

### 业余课程
| - 没有 |

## 相关链接
- 日本短期大学列表